# بلیندا (قمر)
بلیندا (انگلیسی: Belinda) نام یکی از ماه‌های اورانوس است که توسط تصاویر ‌وویجر ۲ در سال ۱۹۸۶ کشف شد. در ابتدا نام S/1986 U 5 به آن داده شد ولی سپس بر اساس یکی از قهرمانان زن رمانی از الکساندر پوپ بلیندا نامیده شد. 